# العلاقات التشيكية الأيرلندية
العلاقات التشيكية الأيرلندية هي العلاقات الثنائية التي تجمع بين التشيك وجمهورية أيرلندا.

## مقارنة بين البلدين
هذه مقارنة عامة ومرجعية للدولتين:
| وجه المقارنة                                              | التشيك                                                                            | جمهورية أيرلندا                                       |
| --------------------------------------------------------- | --------------------------------------------------------------------------------- | ----------------------------------------------------- |
| المساحة (كم2)                                             | 78.87 ألف                                                                         | 70.27 ألف                                             |
| عدد السكان (نسمة)                                         | 10.52 مليون                                                                       | 4.76 مليون                                            |
| الكثافة السكانية (ن./كم²)                                 | 133.38                                                                            | 67.74                                                 |
| العاصمة                                                   | براغ                                                                              | دبلن                                                  |
| اللغة الرسمية                                             | اللغة التشيكية                                                                    | اللغة الأيرلندية، لغة إنجليزية، الإنجليزية الأيرلندية |
| العملة                                                    | كرونة تشيكية، كرونة تشيكوسلوفاكية                                                 | جنيه أيرلندي، يورو، عملات اليورو الأيرلندية           |
| الناتج المحلي الإجمالي (بليون دولار)                      | 215.73 مليار                                                                      | 333.73 مليار                                          |
| الناتج المحلي الإجمالي (تعادل القوة الشرائية) بليون دولار | 356.15 مليار                                                                      | 318.16 مليار                                          |
| الناتج المحلي الإجمالي الاسمي للفرد دولار أمريكي          | 17.55 ألف                                                                         | 61.13 ألف                                             |
| الناتج المحلي الإجمالي للفرد دولار أمريكي                 | 31.19 ألف                                                                         |                                                       |
| مؤشر التنمية البشرية                                      | 0.878                                                                             | 0.916                                                 |
| رمز المكالمات الدولي                                      | +420                                                                              | +353                                                  |
| رمز الإنترنت                                              | .cz                                                                               | .ie                                                   |
| المنطقة الزمنية                                           | ت ع م+01:00، ت ع م+02:00، توقيت وسط أوروبا، توقيت وسط أوروبا الصيفي، أوروبا/براغ ‏ | 00، ت ع م+01:00، أوروبا/دبلن ‏                         |

## مدن متوأمة
في ما يلي قائمة باتفاقيات التوأمة بين مدن تشيكية وأيرلندية:
- ترتبط سوشيتسا مع بوندوران باتفاقية توأمة.

## منظمات دولية مشتركة
يشترك البلدان في عضوية مجموعة من المنظمات الدولية، منها:
| علم المنظمة | اسم المنظمة                               | تاريخ انضمام التشيك | تاريخ انضمام جمهورية أيرلندا |
| ----------- | ----------------------------------------- | ------------------- | ---------------------------- |
|             | المنظمة الأوروبية لسلامة الملاحة الجوية   | 1996                | 1965                         |
|             | منظمة الشرطة الجنائية الدولية             | ?                   | ?                            |
|             | الاتحاد البريدي العالمي                   | ?                   | ?                            |
|             | منظمة التجارة العالمية                    | ?                   | ?                            |
|             | منظمة التعاون الاقتصادي والتنمية          | ?                   | ?                            |
|             | الفريق المعني برصد الأرض                  | ?                   | ?                            |
|             | مجموعة الموردين النوويين                  | ?                   | ?                            |
|             | مؤسسة التنمية الدولية                     | 1993                | 22 ديسمبر 1960               |
|             | منظمة الأمن والتعاون في أوروبا            | 1993                | 25 يونيو 1973                |
|             | الوكالة الدولية للطاقة                    | ?                   | ?                            |
|             | مجلس أوروبا                               | ?                   | ?                            |
|             | مؤسسة التمويل الدولية                     | 1993                | 11 سبتمبر 1958               |
|             | منظمة حظر الأسلحة الكيميائية              | ?                   | ?                            |
|             | الأمم المتحدة                             | 19 يناير 1993       | 14 ديسمبر 1955               |
|             | الاتحاد الدولي للاتصالات                  | 1993                | 8 ديسمبر 1923                |
|             | الاتحاد الأوروبي                          | 1 مايو 2004         | 1973                         |
|             | البنك الدولي للإنشاء والتعمير             | 1993                | 8 أغسطس 1957                 |
|             | مجموعة أستراليا                           | 1994                | 1985                         |
|             | المركز الدولي لتسوية المنازعات الاستشارية | 22 أبريل 1993       | 7 مايو 1981                  |
|             | وكالة الفضاء الأوروبية                    | ?                   | ?                            |
|             | وكالة ضمان الاستثمار متعدد الأطراف        | 1993                | 27 أكتوبر 1989               |
|             | نظام تحكم تكنولوجيا القذائف               | 1998                | 1992                         |
|             | يونسكو                                    | 22 فبراير 1993      | 3 أكتوبر 1961                |

## أعلام
هذه قائمة لبعض الشخصيات التي تربطها علاقات بالبلدين:
- كريستوف شونبورن (22 يناير 1945 – )

## وصلات خارجية
- موقع وزارة الخارجية التشيكية